# إيلان ميتشل سميث
إيلان ميتشل سميث (بالإنجليزية: Ilan Mitchell-Smith)‏ هو راقص باليه وممثل أمريكي، ولد في 29 يونيو 1969 بنيويورك في الولايات المتحدة.

## الأعمال

### أفلام
- علم عجيب (1985)

## وصلات خارجية
- إيلان ميتشل سميث على موقع IMDb (الإنجليزية)
- إيلان ميتشل سميث على موقع ألو سيني (الفرنسية)
- إيلان ميتشل سميث على موقع أول موفي (الإنجليزية)
- إيلان ميتشل سميث على موقع قاعدة بيانات الأفلام السويدية (السويدية)
- إيلان ميتشل سميث على موقع قاعدة بيانات الفيلم (الإنجليزية)
- إيلان ميتشل سميث على موقع كينوبويسك (الروسية)